# Zbrodnie nacjonalistów ukraińskich w powiecie kostopolskim
Zbrodnie nacjonalistów ukraińskich w powiecie kostopolskim – zbrodnie nacjonalistów ukraińskich i miejscowego ukraińskiego chłopstwa (tzw. czerni) na głównie polskiej ludności cywilnej podczas rzezi wołyńskiej w powiecie kostopolskim w dawnym województwie wołyńskim w okresie II wojny światowej.
Mordy w powiecie kostopolskim rozpoczęły się od marca 1943 r. i trwały przez cały okres rzezi. W 11 miejscowościach zginęło powyżej 100 osób, w tym w Janowej Dolinie 607. Na terenie powiatu kostopolskiego ofiarą zbrodni padło 4 264–4 267 Polaków (ustalona, minimalna liczba ofiar). Ponadto zginęło co najmniej 1 Czech, 247 Żydów, 43 Ukraińców, 5 Rosjan. Ustalono 51 sprawców zbrodni. W co najmniej 29 przypadkach napadów Ukraińcy udzielili Polakom pomocy. Spalonych zostało co najmniej 10 kościołów i 5 kaplic. 
Zbrodnie głównie były dziełem UPA, wzmocnionej w marcu i kwietniu 1943 r. przez dezerterów z ukraińskiej policji, wspomaganej przez ukraińskich chłopów, samoobronę (SKW) i Służbę Bezpeky OUN-B. W niewielkim zakresie jako sprawców wskazuje się oddziały zbrojne melnykowców i bulbowców.
Ogółem nacjonaliści zniszczyli 132 osiedla polskie.

## Miejsca zbrodni i liczba ofiar
- Kostopol - ofiarą nacjonalistów ukraińskich padło 3 Polaków, 2 Żydów

### gmina Bereźne
| Zbrodnie w miejscowościach | Ustalona (minimalna) liczba ofiar               |
| -------------------------- | ----------------------------------------------- |
| Antonówka                  | 23 Polaków                                      |
| Bereźne                    | 96 Polaków                                      |
| Białaszówka                | 32 Polaków, 1 Ukrainiec                         |
| Białka                     | 18 Polaków                                      |
| Bronne                     | 1 Ukrainiec                                     |
| Dąbrówka                   | 2 Polaków                                       |
| Hołubne                    | 3 Polaków                                       |
| Ilniki                     | 200 Polaków                                     |
| Jabłonne                   | 4 Żydów                                         |
| Kadobyszcze                | 19 Polaków                                      |
| Kamionka                   | 13 Polaków                                      |
| Karaczun                   | 3 Polaków                                       |
| Kościelny Futor            | 18 Polaków                                      |
| Krzeszów                   | 6 Polaków                                       |
| Kupla Mała                 | 1 Polak                                         |
| Kurhany                    | 1 Polak                                         |
| Lipniki                    | 179 Polaków, 4 Żydów, 1 Rosjanka                |
| Majdan Mokwiński           | 7 Polaków                                       |
| Małuszka                   | 16 Polaków                                      |
| Małyńsk                    | 19 Polaków                                      |
| Młodzianówka               | 2 Polaków                                       |
| Mokwin                     | 15 Polaków                                      |
| Polany                     | 3 Polaków                                       |
| Police                     | 1 Polak                                         |
| Rudnia Bobrowska           | 17 Polaków                                      |
| Siniakówka                 | Liczba ofiar nieznana                           |
| Teklówka                   | Liczba ofiar nieznana                           |
| Tyszyca                    | 2 Polaków                                       |
| Werba                      | 6 Polaków                                       |
| Wielkiepole                | 3 Polaków, 2 osoby z rodziny polsko-ukraińskiej |
| Zalesie                    | 9 Polaków, 1 Ukrainiec, 1 Żyd                   |
| Zamostycze                 | 1 Polak                                         |
| Zarzeczka                  | 6 Polaków                                       |
| Zurne                      | 1 Polak                                         |

### gmina Derażne
| Zbrodnie w miejscowościach | Ustalona (minimalna) liczba ofiar               |
| -------------------------- | ----------------------------------------------- |
| Aleksandrówka              | 8 Polaków                                       |
| Anielówka                  | 2 Polaków                                       |
| Biczal                     | 18 Polaków                                      |
| Borówka                    | 40 Polaków                                      |
| Czudwy                     | 6 Polaków                                       |
| Dąbrówka                   | 9 Polaków                                       |
| Debryca Mała i Wielka      | Liczba ofiar nieustalona                        |
| Derażne                    | 68-69 Polaków,1 Ukrainiec                       |
| Diuksyn                    | 5 Polaków, 1 Ukrainiec                          |
| Dolina Dąbrowa             | 1 Polak                                         |
| Jamniniec                  | 12 Polaków                                      |
| Józefin                    | Liczba ofiar nieustalona                        |
| Klin Stawiecki             | Liczba ofiar nieustalona (co najmniej 1 ofiara) |
| Korczyn                    | Liczba ofiar nieustalona                        |
| Marianówka                 | Liczba ofiar nieustalona                        |
| Michałówka                 | 11 Polaków                                      |
| Pendyki                    | 150 Polaków                                     |
| Perełysianka               | 34 Polaków                                      |
| Pieńki Pendyckie           | 33 Polaków                                      |
| Polanówka                  | 53 Polaków                                      |
| Postójne                   | 1 Ukrainiec                                     |
| Radomianka                 | 17 Polaków                                      |
| Smolijów                   | Liczba ofiar nieustalona                        |
| Tomaszów                   | 25 Polaków, 4 osoby z rodzin polsko-ukraińskich |
| Wereczówka                 | Liczba ofiar nieustalona                        |
| Złaźne                     | 36 Polaków, 1 Ukrainiec                         |

### gmina Kostopol
| Zbrodnie w miejscowościach     | Ustalona (minimalna) liczba ofiar                           |
| ------------------------------ | ----------------------------------------------------------- |
| Aleksandrówka                  | Liczba ofiar nieustalona                                    |
| Annowal                        | 15 Polaków                                                  |
| Berestowiec Stary              | 23 Polaków                                                  |
| Bołdyń                         | 7-8 Polaków                                                 |
| Borszczówka                    | 1 Polak                                                     |
| Danczymost                     | 5 Polaków                                                   |
| Grudy                          | 6 Polaków, 1 Czech                                          |
| Hipolitówka                    | 21 Polaków                                                  |
| Jankiewicze                    | Liczba ofiar nieustalona                                    |
| Janowa Dolina                  | 607 Polaków, 1 Żyd                                          |
| Jasnobór                       | Liczba ofiar nieustalona                                    |
| Kurhany                        | Liczba ofiar nieustalona                                    |
| Lipniki (Lipniki Maszczańskie) | 22 Polaków                                                  |
| Małe Siedliszcze               | 10 Polaków                                                  |
| Mokwin                         | 9 Polaków                                                   |
| Pępków                         | 18 Polaków, 6-osobowa rodzina polsko-ukraińska, 1 Ukrainiec |
| Pieczałówka                    | 1 Polak                                                     |
| Płoteczno                      | 50 Polaków                                                  |
| Rudeński Majdan                | 1 Polak                                                     |
| Trubica                        | Liczba ofiar nieustalona                                    |

### gmina Ludwipol
| Zbrodnie w miejscowościach | Ustalona (minimalna) liczba ofiar                        |
| -------------------------- | -------------------------------------------------------- |
| Adamówka                   | 4 Polaków, 1 Ukrainiec                                   |
| Alfredówka                 | 1 Polak                                                  |
| Antolin                    | 6 Polaków, 3 osobowa rodzina polsko-ukraińska            |
| Astrachanka                | 15 Polaków                                               |
| Berezówka                  | 1 Polak (99-letni)                                       |
| Berezyna                   | 7 Polaków                                                |
| Bereżniaki                 | Liczba ofiar nieustalona                                 |
| Biały Brzeg                | 6 Polaków                                                |
| Bielczakowska              | 25 Polaków                                               |
| Budki Kudrańskie           | 9 Polaków                                                |
| Budki Ujściańskie          | 12 Polaków                                               |
| osada Wojskowa Bystrzyce   | Liczba ofiar nieznana, osada spalona                     |
| Bystrzyce                  | 6 Polaków, 2 Ukraińców                                   |
| Chmielówka                 | 3 Polaków, 1 Ukrainiec                                   |
| Chołopy                    | 1 Polak                                                  |
| Chwojanka                  | 11 Polaków                                               |
| Dermanka                   | 104 Polaków, 3-osobowa rodzina polsko-ukraińska, 8 Żydów |
| Druchowa                   | 20 Polaków                                               |
| Frankopol                  | 4 Polaków                                                |
| Gliniszcze                 | 11 Polaków, 1 Rosjanin                                   |
| Głuboczek                  | 4 Polaków                                                |
| Głuboczanka                | 33 Polaków, 1 Ukrainiec, 2 Żydów                         |
| Górna                      | 81 Polaków                                               |
| Granne                     | 15 Polaków                                               |
| Horodyszcze                | 4 Polaków                                                |
| Hruszówka                  | 4 Polaków                                                |
| Hubków                     | 7 Polaków, 1 Ukrainiec                                   |
| Hurby                      | 19 Polaków, 5 Ukraińców                                  |
| Huta Bystrzycka            | 7 Polaków                                                |
| Huta Stara                 | 3 Polaków                                                |
| Janówka                    | 24 Polaków, 3 Ukraińców                                  |
| Jezierce                   | 3 Polaków                                                |
| Józefówka                  | 1 Polak                                                  |
| Kamionka                   | 22 Polaków, 8 Ukraińców                                  |
| Koziarnik Chłopski         | 1 Polak                                                  |
| Koziarnik Chotyński        | 6 Polaków                                                |
| Kudranka                   | 10 Polaków, 11 Żydów                                     |
| Ludwipol                   | 19 Polaków, 1 Ukrainiec                                  |
| Marcelówka                 | 35 Polaków                                               |
| Medwedówka                 | 135 Polaków, 2-osobowa rodzina polsko-ukraińska          |
| Mokre                      | 1 Polak                                                  |
| Myszakówka                 | 2 Polaków                                                |
| Nakazów                    | 8 Polaków                                                |
| Niemila                    | 127 Polaków                                              |
| Nowiny                     | 20 Polaków                                               |
| Pasieka                    | 3 Polaków                                                |
| Podrałówka                 | 1 Polak                                                  |
| Rudnia Pogorełowska        | 11 Polaków                                               |
| Rudnia Potasznia           | 23 Polaków, 8 Żydów                                      |
| Rudnia Stryj               | 1 Polak, 1 Ukrainiec                                     |
| Sołomiak                   | 4 Polaków                                                |
| Spalony Młynek             | 6 Polaków                                                |
| Szopy                      | 30 Polaków                                               |
| Futor Trubińskich          | 4 Polaków                                                |
| Worobiówka                 | 1 Polak                                                  |
| Wyczymir                   | 30 Polaków                                               |
| Zastawie                   | 83 Polaków, 4 osobowa rodzina polsko-ukraińska           |

### gmina Stepań
| Zbrodnie w miejscowościach              | Ustalona (minimalna) liczba ofiar                                                                                   |
| --------------------------------------- | --- |
| Borek                                   | 6 Polaków |
| Butejki                                 | 6 Polaków |
| kolonia Dworzec i osada wojskowa Batory | 2 Polaków |
| Hrada                                   | 4 Polaków |
| Huta Stepańska                          | w Hucie Stepańskiej 155 Polaków, 11 Żydów, w okolicach Huty Stepańskiej 600 Polaków (szacunki UPA: 500-950 Polaków) |
| Kazimierka                              | 8 Polaków, 1 Ukrainiec                                                                                              |
| Komarówka                               | 1 Ukrainiec |
| Kantopy                                 | 1 Polak |
| Kryczylsk                               | 18 Polaków, 30 kozaków w służbie niemieckiej                                                                        |
| Mielnica Duża                           | 1 Polak |
| Mielnica Mała                           | 11 Polaków |
| Nieklukwin                              | Liczba ofiar nieznana                                                                                               |
| Perespa                                 | 51 Polaków, 1 Ukrainiec                                                                                             |
| Siedlisko                               | 18 Polaków, 1 Ukrainiec Stepań                                                                                      |
| Stepań                                  | 24 Polaków, 4 Ukraińców, 1 Rosjanin                                                                                 |
| Temne Stepańskie                        | 2 Polaków |
| Trudy                                   | 1 Polak, 1 Rosjanin                                                                                                 |
| Ugły                                    | 104 Polaków |
| Werbcze Duże                            | 68 Polaków |
| Wołosza                                 | 5 Polaków |
| Wyrka                                   | 161 Polaków |
| Zakuście                                | 1 Polak |
| Ziwka Stara                             | 21-22 Polaków |

### gmina Stydyń
| Zbrodnie w miejscowościach | Ustalona (minimalna) liczba ofiar |
| -------------------------- | --------------------------------- |
| Hutwin                     | 1 Polak                           |
| Japołć                     | 5 Polaków                         |
| Kamionka Nowa              | Liczba ofiar nieustalona          |
| Kamionka Stara             | 9 Polaków                         |
| Lady                       | 5 Polaków                         |
| Ledne                      | 8 Polaków                         |
| Mielnikowo                 | Liczba ofiar nieznana             |
| Mutwica                    | 11 Polaków                        |
| Mydzk                      | 3 Polaków                         |
| Nowina                     | Liczba ofiar nieznana             |
| Omelanka                   | 55 Polaków                        |
| Osowa                      | 4 Żydów                           |
| Osówka                     | 3 Polaków                         |
| Ożgów                      | 60 Polaków                        |
| Podsielcze                 | 32 Polaków                        |
| Półbieda                   | 65 Polaków                        |
| Romaszkowo                 | 1 Polak                           |
| Rudnia                     | 8 Polaków                         |
| Stydyń Wielki              | 7 Polaków                         |
| Stydyńska                  | 100 Żydów                         |
| Tchory                     | 9 Polaków                         |

### Zbrodnie w nieustalonych miejscach
W nieustalonych miejscach powiatu kostopolskiego zginęło również co najmniej 291 Polaków, 4-osobowa rodzina polsko-ukraińska, 8 Ukraińców, 83 Żydów, 1 Rosjanin.

## Kierownictwo terenowe OUN-B w powiecie kostopolskim
| Funkcja                            | Imię, nazwisko i pseudonim | Okres działalności |
| ---------------------------------- | -------------------------- | ------------------ |
| przewodniczący nadrejonu           | Stachij Kowalczuk          | 1945               |
| nadrejonowy referent organizacyjny | Hryhoryj Lewczuk "Burlij"  | 1944               |
| nadrejonowy referent SB            | Hryhoryj Torohnij "Łys"    | 1944               |